# Angelin Lovey
Angelin Maurice Lovey c.r.b., né le 16 novembre 1911 à Orsières en Valais et mort le 15 juin 2000, est un religieux suisse qui fut prévôt de la congrégation religieuse des chanoines du Grand-Saint-Bernard.

## Biographie

### Formation
Il est le fils de Casimir Lovey, agriculteur, et de son épouse, née Julie Idry. Il étudie au collège de la royale abbaye de Saint-Maurice.

### Vœux religieux
Le 8 septembre 1932, il fait sa profession simple, puis suit ses études philosophiques et théologiques à l'hospice du Grand-Saint-Bernard. Il prononce ses vœux solennels en 1935. 

### Prêtre
Il est ordonné prêtre à Sion le 26 juin 1938 par Viktor Bieler, et après avoir suivi un cours de formation médicale à Genève, il part dès l'automne suivant, avec son confrère Henri Nanchen, en mission au Yunnan, en Chine, à la frontière du Tibet. Il y rejoint les chanoines Pierre-Marie Melly, Paul Coquoz, frère Louis Duc et M. Robert Chappelet (partis en 1933), ainsi que les chanoines Cyrille Lattion, Maurice Tornay (futur bienheureux) et frère Nestor Rouiller (partis en 1936). Il exerce son activité missionnaire aux postes de Weisi, Tsé-Tchong, Lomelo et Patong. Chassé de Chine par le régime communiste en été 1952, il se rend à Formose avec ses confrères missionnaires, mais il n'y reste que quelques mois.

### Prévôt
Le 15 octobre 1952, lors du chapitre de la congrégation, Angelin Lovey est élu prévôt. Le 24 octobre 1952, alors qu'il est en mission au Yunnan, il apprend qu'il a été élu, et, le 17 novembre 1952, le pape Pie XII confirme l'élection d'Angelin Lovey comme prévôt du Saint-Bernard en remplacement du prévôt Nestor Adam devenu évêque de Sion. C'est le 1er février 1953 que la bénédiction abbatiale a lieu.
Il promulgue les nouvelles constitutions et concourt à la création de la Confédération des chanoines réguliers de Saint-Augustin, en 1959.
Il assiste à toutes les sessions du concile Vatican II, de 1962 à 1965.
Il est également la cheville ouvrière de la cause de béatification de Maurice Tornay.
En 1980, il est élu 4e Abbé Primat de la confédération des chanoines réguliers de saint Augustin pour une durée de 6 ans.
Atteint par la limite d'âge statutaire de 70 ans, il se retire le 16 décembre 1991,. Le chapitre des chanoines du Grand-Saint-Bernard lui élit comme successeur le chanoine Benoît-Barthélémy Vouilloz en date du 29 janvier 1992.
Il décède en 2000 et repose au cimetière de Martigny.